# Lages
Lages là một đô thị thuộc bang Santa Catarina, Brasil. Đô thị này có diện tích 2644,313 km², dân số năm 2007 là 161583 người, mật độ 63,7 người/km².